# Susanne Weinbuchner
Susanne Weinbuchner (* 16. August 1991) ist eine ehemalige deutsche Skirennläuferin. Sie war auf die Disziplinen Riesenslalom und Slalom spezialisiert. 2017 wurde sie deutsche Riesenslalom-Meisterin.

## Biografie
Weinbuchner stammt aus Rimslrain, Gemeinde Wackersberg, und gehört dem Skiclub Lenggries an. Im Dezember 2007 bestritt sie im Alter von 16 Jahren ihre ersten FIS-Rennen. Am 26. Januar 2008 folgte der erste Einsatz im Europacup. Nennenswerte Erfolge blieben in den Saisons 2007/08 und 2008/09 zunächst aus. Im Februar 2010 gewann sie in Zwiesel den deutschen Juniorenmeistertitel im Slalom, im Dezember 2010 folgte der erste Sieg in einem FIS-Rennen. Weinbuchner nahm an den Juniorenweltmeisterschaften 2011 in Crans-Montana teil, wo sie im Riesenslalom auf den 11. und im Slalom auf den 12. Platz fuhr. Im Winter 2011/12 begann sie sich im Europacup zu etablieren, das beste Ergebnis war ein 18. Platz im Slalom von Bad Wiessee. Zum Abschluss der Saison machte sie bei den deutschen Meisterschaften in Zwiesel mit zwei vierten Plätzen auf sich aufmerksam, was ihr die Aufnahme ins B-Kader des DSV einbrachte.
Am 27. Oktober 2012 startete Weinbuchner in Sölden erstmals in einem Weltcuprennen. Mit der hohen Startnummer 58 fuhr sie überraschend auf den 12. Platz und gewann auf Anhieb die ersten Weltcuppunkte, wobei sie im zweiten Durchgang die drittbeste Zeit erzielte. Im Europacup erreichte sie am 7. Januar 2013 ihren ersten Podestplatz als Zweite des Riesenslaloms von Zinal. In der Folge hatte Weinbuchner Mühe, Anschluss an die Weltspitze zu finden, nicht zuletzt aufgrund mehrerer Knieverletzungen. So wies sie in den zwei folgenden Weltcupsaisons kein einziges zählbares Ergebnis auf. Im Winter 2015/16 fuhr sie noch einmal in die Punkteränge. Spitzenergebnisse blieben aus, mit Ausnahme des deutschen Riesenslalom-Meistertitels im März 2017. Zwei Monate nach dem Ende der Saison erklärte Weinbuchner im Juni 2017 ihren Rücktritt vom Spitzensport; seither arbeitet sie bei der Bundespolizei.

## Erfolge

### Weltcup
- 1 Platzierung unter den besten 15

### Europacup
- Saison 2012/13: 8. Riesenslalomwertung
- Saison 2016/17: 8. Slalomwertung
- 4 Podestplätze

### Juniorenweltmeisterschaften
- Crans-Montana 2011: 11. Riesenslalom, 12. Slalom

### Weitere Erfolge
- 1 deutscher Meistertitel (Riesenslalom 2017)
- 1 deutscher Juniorenmeistertitel (Slalom 2010)
- 14 Siege in FIS-Rennen